# Роки (тунел)
Тунелът Роки (на руски: Рокский туннель, на осетински: Ручъы тъунел, на грузински: როკის გვირაბი – Рокис гвираби) е двупосочен тунел под Голям Кавказ. Той свързва Северна Осетия в Русия с Южна Осетия в Грузия.
3730-метровият тунел е сред малкото пътища, пресичащи Кавказкия регион. Построен е от Съветския съюз през 1984 година като част от Транскавказката магистрала. В северната си част тунелът е разположен на 2000 м надморска височина, в южната си част – на 2100 м. Преди построяването на тунела за преодоляването на планината в тази част е използван близкият проход Роки (с над 3000 м надморска височина), който е бил отворен за движение само от май до октомври.
По време на конфликта в Южна Осетия през 2008 година той играе централна роля в прехвърлянето на руска военна техника в грузинската отцепническа област (вижте Руско-грузинска война (2008)).